# Saskia Bricmont
Saskia Bricmont (nascida em 16 de março de 1985) é uma política belga eleita membro do Parlamento Europeu em 2019. No parlamento, ela atua na Comissão de Liberdades Civis, Justiça e Assuntos Internos (desde 2019) e na Comissão de Comércio Internacional (desde 2020).
Para além das suas atribuições nas comissões, Bricmont faz parte da delegação do Parlamento para as relações com os países do Magrebe e com a União do Magrebe Árabe. É também membro do Intergrupo do Parlamento Europeu para os Direitos LGBT e do Intergrupo do Parlamento Europeu para o Bem-estar e Conservação dos Animais.